# Rasueros (kommunhuvudort)
Rasueros är en kommunhuvudort i Spanien.   Den ligger i provinsen Provincia de Ávila och regionen Kastilien och Leon, i den centrala delen av landet, 130 km nordväst om huvudstaden Madrid. Rasueros ligger 833 meter över havet och antalet invånare är 287.
Terrängen runt Rasueros är platt, och sluttar norrut. Runt Rasueros är det glesbefolkat, med 8 invånare per kvadratkilometer. Närmaste större samhälle är Peñaranda de Bracamonte, 17,2 km sydväst om Rasueros. Trakten runt Rasueros består till största delen av jordbruksmark.